# 마이크로접촉 프린팅
마이크로접촉 프린팅, 마이크로접촉 인쇄, 마이크로컨택트 프린팅, 미세접촉 인쇄방법(Microcontact printing 또는 μCP)은 마스터 폴리디메틸실록산(PDMS) 스탬프 또는 우레탄 고무 마이크로 스탬프의 릴리프 패턴을 사용하여 기판 표면에 잉크의 자기 조립 단층(SAM) 패턴을 형성하는, 나노 전사 인쇄(nTP)의 경우와 같은 등각 접촉을 통한 소프트 리소그래피의 한 형태이다. 응용 분야는 마이크로일렉트로닉스, 표면화학, 세포생물학 등 광범위하다.

## 역사
리소그래피와 우표 인쇄는 모두 수세기 동안 사용되어 왔다. 그러나 이 둘의 결합으로 마이크로접촉 인쇄 방식이 탄생했다. 이 방법은 하버드 대학교의 조지 M. 화이트사이즈(George M. Whitesides)와 아밋 쿠마르(Amit Kumar)에 의해 처음 소개되었다. 처음부터 소프트 리소그래피의 많은 방법이 연구되었다.